# Restio vilis
Restio vilis är en gräsväxtart som beskrevs av Carl Sigismund Kunth. Restio vilis ingår i släktet Restio och familjen Restionaceae. Inga underarter finns listade i Catalogue of Life.